# Уркутамахи-2
Уркутамахи-2 (дарг. Уркутамахьи 2-ибил) — село Дахадаевского района Дагестана. Входит в Ураринский сельсовет.

## География
Село находится на высоте 1530 м над уровнем моря. Ближайшие населённые пункты: Дуакар, Куркимахи, Гузбая, Дзилебки, Каркаци, Мукракари, Шари, Урхнища, Мусклимахи, Уркутамахи-1.

## Население
| 1895 | 1926 | 1939 | 1970 | 1989 | 2002 | 2010 |
| ---- | ---- | ---- | ---- | ---- | ---- | ---- |
| 60   | ↗73  | ↗97  | ↗106 | ↗140 | ↗151 | ↗186 |
| 2021 |      |      |      |      |      |      |
| ↘154 |      |      |      |      |      |      |